# Ranunculus perindutus
Ranunculus perindutus är en ranunkelväxtart som beskrevs av Merrill och Perry. Ranunculus perindutus ingår i släktet ranunkler, och familjen ranunkelväxter. Inga underarter finns listade i Catalogue of Life.